# Бертотовце
Бертотовце (словац. Bertotovce) — село в Словаччині, Пряшівському окрузі Пряшівського краю. Розташоване в центральній частині східної Словаччини, у південно–західній частині Шариської височини в долині Великої Свинки. 
Уперше село згадується у 1320 році.

## Культурні пам'ятки
У селі є римо–католицький костел з 1865 року в стилі пізнього класицизму та палац–садиба з 1830–1840 років у стилі класицизму.

## Населення
| Рік:            | 1994. | 2004.    | 2014.   | 2024.   |
| --------------- | ----- | -------- | ------- | ------- |
| Кількість осіб: | 443   | 492      | 487     | 520     |
| Різниця:        |       | +11,06 % | -1,01 % | +6,77 % |

| Рік:            | 2023. | 2024.   |
| --------------- | ----- | ------- |
| Кількість осіб: | 523   | 520     |
| Різниця:        |       | -0,57 % |

У 2016 році в селі проживало 491 особа.